# L’Atlantique
Die L’Atlantique war ein 1930 in Dienst gestellter Transatlantik-Passagierdampfer der französischen Reederei Compagnie de Navigation Sud-Atlantique. Sie war zu ihrer Zeit der größte Ozeandampfer auf der Route zwischen Europa und Südamerika. Am 4. Januar 1933 brannte das Schiff im Ärmelkanal so stark aus, dass sich eine Reparatur nicht lohnte. Die L’Atlantique wurde 1936 in Schottland verschrottet.

## Das Schiff

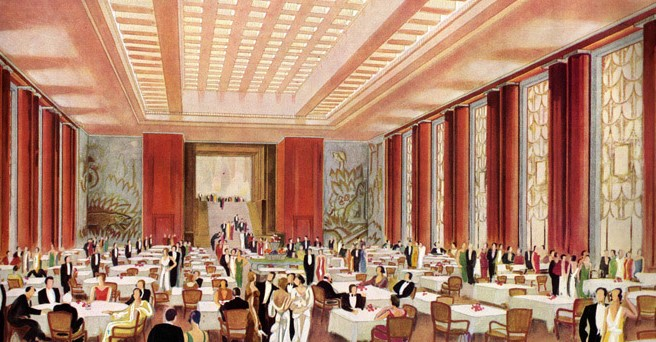
Der Speisesaal der Ersten Klasse

Der Kiel der L’Atlantique wurde am 28. November 1928 auf der Werft Chantiers de Penhoët in Saint-Nazaire gelegt. Eigner war die Compagnie de Navigation Sud-Atlantique, eine Unterabteilung der Compagnie Générale Transatlantique (CGT). Diese Reederei bediente vor allem die Südamerikarouten. Für diese wurde auch die L’Atlantique gebaut. Sie war ein 223 Meter langer, 28 Meter breiter Ozeandampfer mit einem Rauminhalt von 42.514 BRT. Sie hatte zwei Masten, drei Schornsteine und vier Propeller. Die L’Atlantique wurde von vier Sets Dreifachexpansions-Dampfmaschinen angetrieben, die 45.000 Shaft Horsepower (SHP) leisteten und eine Geschwindigkeit von 21 Knoten ermöglichten. 
Sie galt als sehr moderner und luxuriöser Ozeandampfer mit vielen ungewöhnlichen Details, wie etwa besonders breiten Hauptkorridoren (mehr als sechs Meter), einem Einkaufszentrum und einem drei Decks hohen Foyer mittschiffs. Hinzu kamen ein Schwimmbad, ein Tennisplatz und eine Bibliothek. Die Inneneinrichtung war größtenteils in Art déco gehalten. Das Interieur bestand überwiegend aus Glas, Marmor und verschiedenen Holzsorten, was der L’Atlantique eine dezentere Atmosphäre gab, als sie auf anderen Schiffen des Unternehmens, wie etwa der Île de France, anzutreffen war. Die Inneneinrichtung stammte von Albert Besnard und Pierre Patout von Messieurs Raguenet et Maillard. Insgesamt konnten 1238 Passagiere untergebracht werden, davon 488 in der Ersten, 88 in der Zweiten und 662 in der Dritten Klasse.
Am 15. April 1930 lief die L’Atlantique vom Stapel und am 29. September 1930 legte sie in Bordeaux zu ihrer Jungfernfahrt nach Rio de Janeiro, Santos, Montevideo und Buenos Aires ab. Nach außen hin wirkte die L’Atlantique topplastig, sodass 1932 die Schornsteine um fünf Meter verlängert wurden, um das Schiff eleganter aussehen zu lassen.

## Das Feuer

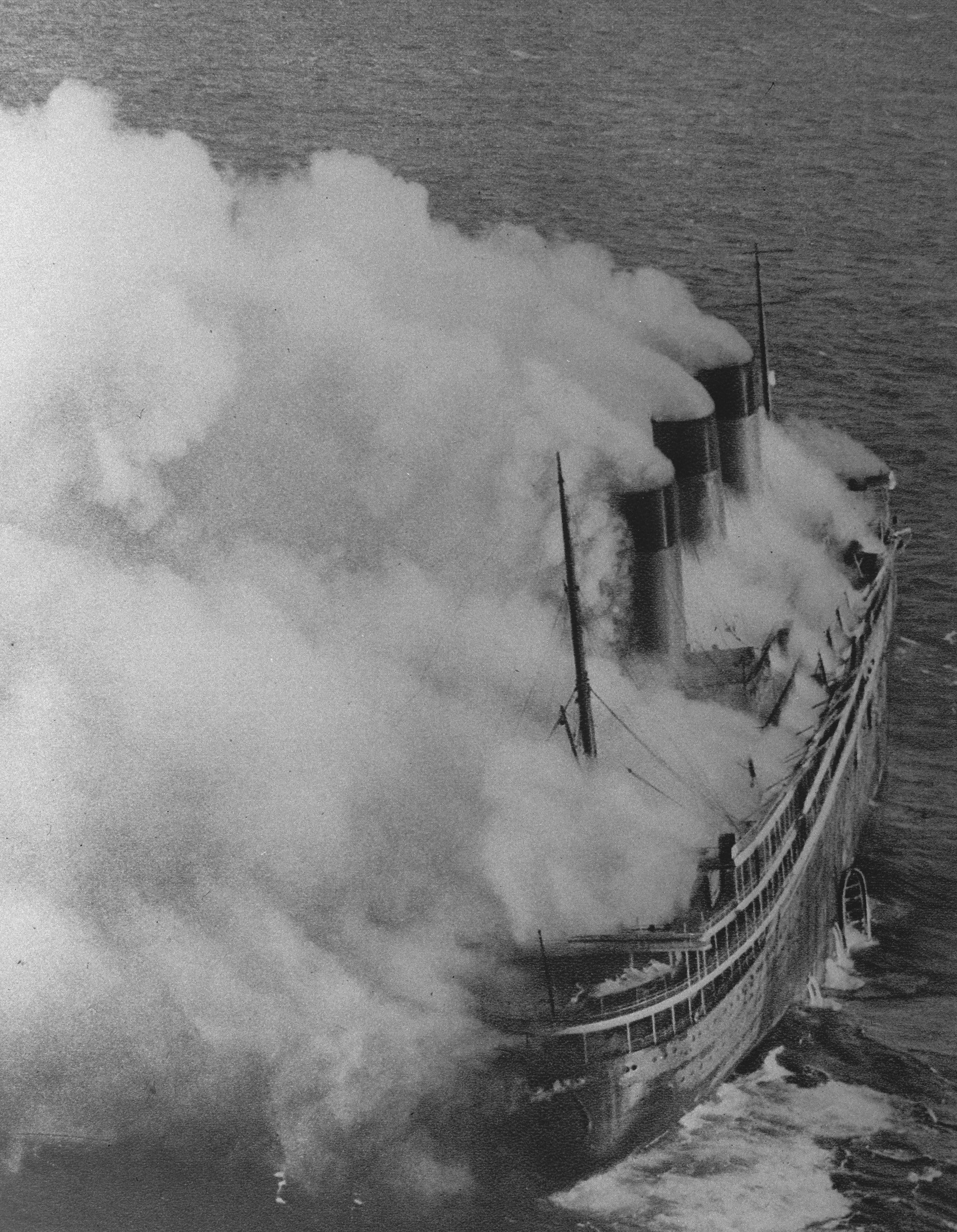
Die brennende Atlantique

Am Mittwoch, dem 4. Januar 1933 befand sich die L’Atlantique unter dem Kommando von Kapitän René Schoofs mit 229 Besatzungsmitgliedern an Bord auf einer Fahrt von Bordeaux nach Le Havre, wo sie für ihre nächste Südamerikareise instand gesetzt werden sollte. Passagiere waren auf dieser Fahrt nicht an Bord. Das Feuer, das in einer der Kabinen der Ersten Klasse ausgebrochen war, wurde gegen 3.30 Uhr morgens von der Besatzung entdeckt. Das Schiff befand sich zu dem Zeitpunkt 25 Seemeilen westlich der Kanalinsel Guernsey. Bevor eine organisierte Feuerbekämpfung eingeleitet werden konnte, hatte sich das Feuer bereits durch viele Kabinen gearbeitet, indem es den Leitungsrohren gefolgt war. Als der Alarm ausgelöst wurde, war der Brand schon nicht mehr zu kontrollieren.

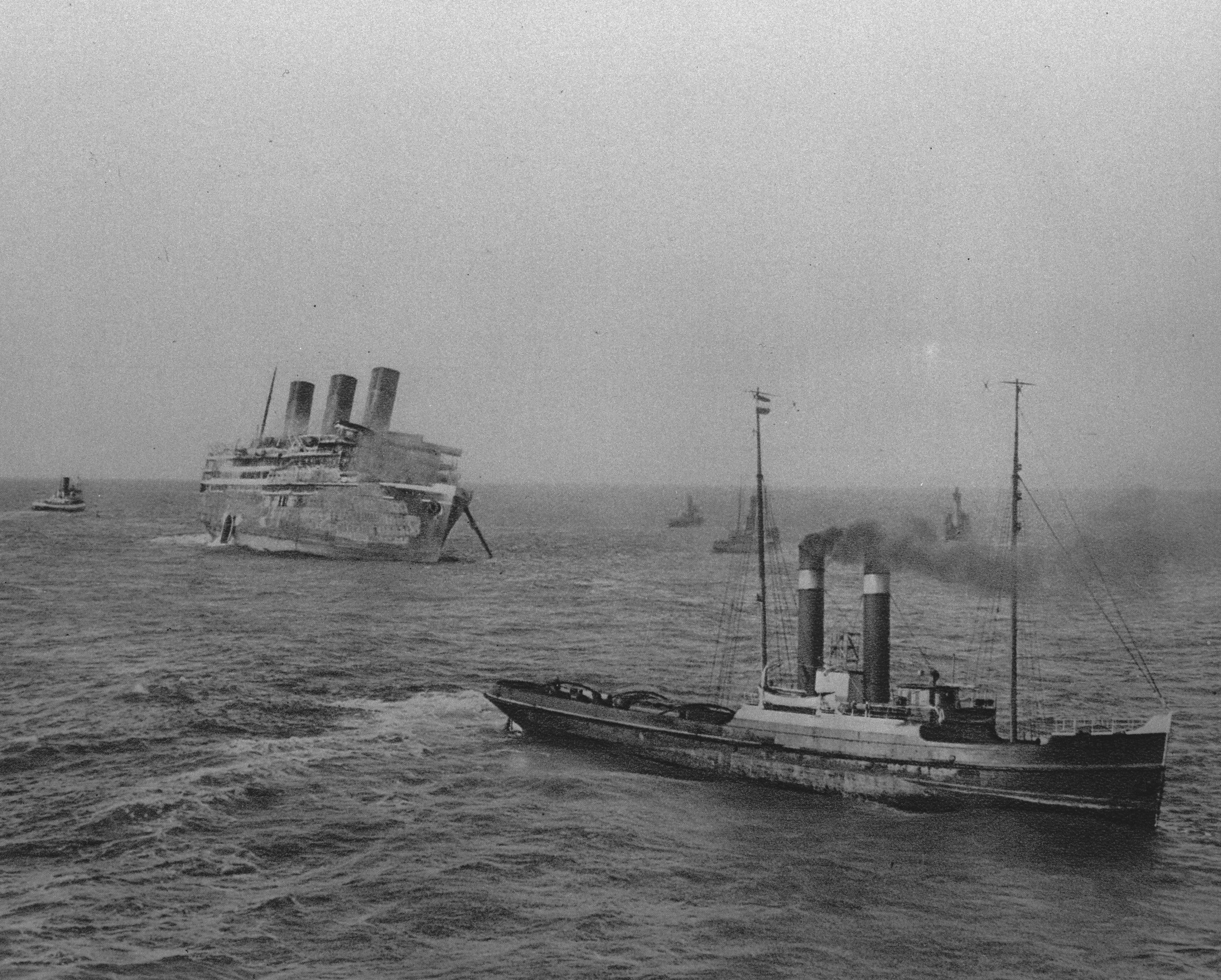
Das Schiff nach dem Feuer

Kurz vor 6 Uhr morgens befahl Kapitän Schoofs die Evakuierung des Schiffs. Dem Notruf der L’Atlantique folgten vier Frachter, die Achilles, die Erato, die Ford Castle und die Ruhr. Die dänische Achilles nahm die Besatzung des brennenden Schiffs auf. Kapitän Schoofs sprang als letzter über Bord. 19 Besatzungsmitglieder kamen bei dem Unglück ums Leben, darunter sieben oder acht, die von einem kenternden Rettungsboot in den Atlantik geschleudert wurden. Andere kamen um, weil sie auf ihren Stationen blieben. Die L’Atlantique, die vom Bug bis zum Heck brannte, entwickelte eine schwere Schlagseite nach Backbord.
Am 5. Januar 1933 erklärte das französische Marineministerium die L’Atlantique zu einem Totalverlust. Französische, deutsche und niederländische Schlepper schleppten das ausgebrannte Wrack nach Cherbourg, wo das Feuer am 8. Januar gelöscht werden konnte. Dort blieb das Schiff, bis sich die Eigner und Versicherer über das weitere Verfahren einigen konnten. Das Ergebnis war eine Versicherungsauszahlung an die Compagnie de Navigation Sud-Atlantique in Höhe von 6,8 Millionen US-Dollar. Im Februar 1936 wurde die L’Atlantique schließlich zum Abbruch verkauft und kurz darauf bei Smith & Houston in Port Glasgow verschrottet.